# Jovan Stanković
Jovan Stankovic (Pirot, 4 de març de 1971) és un exfutbolista serbi. Va començar a destacar en equips iugoslaus fins a arribar a l'Estrella Roja de Belgrad. A mitjan temporada 95/96 arriba al RCD Mallorca, amb qui puja a la primera divisió. Jugador atacant de banda esquerra amb molt bon dríbling i molt bona centrada. Especialista a pilota parada.
De la mà d'Héctor Cúper, el Mallorca passa pel seu millor moment de la seua història, i Stankovic és part fonamental del seu projecte, que va culminar amb la Supercopa de 1998 i la final de la Recopa de 1999, que van perdre contra la Lazio. En l'àmbit personal, a més a més, el serbi debutava amb la seua selecció i era present a l'Eurocopa del 2000.
Després, la seua carrera prosseguiria per l'Olympique francès, l'Atlètic de Madrid, RCD Mallorca de nou i la UE Lleida.
Ha seguit vinculat al món del futbol després de la seua retirada, com assistent al Beira Mar portugués i a l'Atlètic Balears, en companyia del també exmallorquinista Francesc Soler.